# Pfaffneren
Die Pfaffneren (schweizerdeutsch: Pfaffnere), auch Pfaffnern, ist ein rund 15 km langer Bach in den Kantonen Luzern und Aargau. Sie ist ein südlicher und rechter Zufluss der Aare. 

## Geographie

### Verlauf
Die Pfaffneren entspringt südöstlich des Dorfs Roggliswil auf einer Höhe von 633 m ü. M.
Die Pfaffneren fliesst nordwärts durch die Gemeinden Pfaffnau, Roggliswil, wiederum Pfaffnau, Murgenthal, Vordemwald und mündet schliesslich bei Rothrist auf einer Höhe von 392 m ü. M. von rechts in die Aare. 
Ihr etwa 15,2 km langer Lauf endet circa 241 Höhenmeter unterhalb ihrer Quelle, sie hat somit ein mittleres Sohlgefälle von 16 ‰.

### Einzugsgebiet
Das 47,4 km² grosse Einzugsgebiet der Pfaffneren liegt am nördlichen Rand des Schweizer Mittellands und wird über die Aare und den Rhein zur Nordsee entwässert.
Es besteht zu 46,4 % aus bestockter Fläche, zu 44,3 % aus Landwirtschaftsfläche, zu 9,2 % aus Siedlungsfläche und zu 0,2 % aus Gewässerfläche.
Die Flächenverteilung
Die mittlere Höhe des Einzugsgebietes beträgt 503 m ü. M., die minimale Höhe liegt bei 392 m ü. M. und die maximale Höhe bei 732 m ü. M.

### Zuflüsse
Unterwegs fliessen zahlreiche Bäche aus den umliegenden Wäldern in die Pfaffneren.
- Burgbach (rechts)
- Muttibach (rechts)
- Schwarzbächli (links)
- Chapfbächli (links)
- Kressgraben (links)
- Westerbach (links)
- Wilibach (rechts)
- Chätzigenbächli (links)
- Krummbächli (links)
- Geissbach (rechts)
- Steinbächli (links)

## Hydrologie
An der Mündung der Pfaffneren in die Aare beträgt ihre modellierte mittlere Abflussmenge (MQ) 870 l/s. Ihr Abflussregimetyp ist pluvial inférieur, und ihre Abflussvariabilität beträgt 25.